# Hunabchén
Hunabchén es una localidad del municipio de Chapab en el estado de Yucatán, México.

## Toponimia
El nombre (Hunabchén) proviene del idioma maya.

## Demografía
Según el censo de 2005 realizado por el INEGI, la población de la localidad era de 817 habitantes, de los cuales 423 eran hombres y 394 eran mujeres.
| 67                          | 56 | 41 | 25 | 43 | 49 | 55 | 146 | 37 | 40 | 45 | 34 |
| (Fuente: INEGI [Consultar]) |    |    |    |    |    |    |     |    |    |    |    |